# Historisch Café (Amsterdam)
Historisch Café is een geschiedenisorganisatie die maandelijks een geschiedenisavond organiseert in Amsterdam.
Het programma van de avonden die Historisch Café organiseert bestaat doorgaans uit twee interviews door redactieleden met één of meerdere gasten, onderbroken door een pauze met een gesproken column. De avonden vinden sinds de oprichting plaats in café P96, gelegen aan de Prinsengracht. Historisch Café komt voort uit de in 1984 opgerichte Stichting Historisch Platform. Op 8 oktober 2003 vond de eerste avond Historisch Café plaats, met als thema's de Spaanse kijk op de Tachtigjarige Oorlog en de geschiedenis van de Nederlandse Antillen. Te gast waren Yolanda Rodríguez Pérez voor het eerste interview, en Gert Oostindie, John Leerdam en Carel de Haseth voor het tweede interview. Jos Palm verzorgde de column.
De redactie van Historisch Café bestaat grotendeels uit historici verbonden aan de Universiteit van Amsterdam. De gasten zijn mensen die zich op welke manier dan ook bezig houden met het verleden, zoals historici, archeologen, kunsthistorici, beleidsmakers, erfgoedspecialisten, heemkundigen, schrijvers en politici. Vaak worden zij uitgenodigd om te komen spreken naar aanleiding van een nieuw verschenen boek of proefschrift, een museale tentoonstelling of een actueel politiek-historisch thema.

## Bekende gasten (selectie)
Sinds de eerste avond in 2003 zijn vele bekende historici uit binnen- en buitenland te gast geweest bij Historisch Café, onder wie:
- Martin Bossenbroek (10 maart 2004, over historiografie)
- Jonathan Israel (26 april 2004, over de Verlichting)
- Mark Rutte (29 oktober 2005, als gastcolumnist)
- Uğur Ümit Üngör (10 mei 2006, over de Armeense genocide)
- Piet Gerbrandy (10 oktober 2007, over de literatuur van het heidense Rome)
- Wim Berkelaar (11 november 2009, over Pieter Geijl)
- James Kennedy (22 oktober 2010, over modern Europa)
- Willem Melching (11 mei 2011, over de dagboeken van Joseph Goebbels)
- Judith Pollman (4 maart 2012, over katholieke identiteit tijdens de Nederlandse Opstand)
- Gunay Uslu (9 januari 2013, over de receptie van Homerus in Turkije)
- Vincent van Rossem (13 maart 2013, over naoorlogse stadsvernieuwing)
- Marita Mathijsen (13 november 2013, over Jacob van Lennep)
- Piet de Rooy (14 oktober 2015, over Herman Marie Bernelot Moens)
- Martine Gosselink (8 maart 2017, over de relatie tussen Nederland en Zuid-Afrika sinds 1600)
- Els Kloek (13 maart 2019, over 1001 vrouwen uit de Nederlandse geschiedenis)
- Thomas von der Dunk (10 oktober 2018, over Zuid-Tirol)
- Suze Zijlstra (13 oktober 2021, over haar Nederlands-Indische voormoeders)
- Frits van Oostrom (13 september 2023, over Reinaart de Vos)